# Amphoe Phu Sang

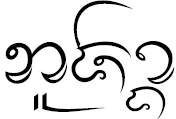
„Phu Sang“ in Lanna-Schrift

Amphoe Chun (Thai: อำเภอ ภูซาง) ist ein Landkreis (Amphoe – Verwaltungs-Distrikt) im Norden der Provinz Phayao. Die Provinz Phayao liegt im nordöstlichen Teil der Nordregion von Thailand.

## Geographie
Phu Sang grenzt von Süden im Uhrzeigersinn gesehen an Amphoe Chiang Kham der Provinz Phayao und an Amphoe Thoeng in der Provinz Chiang Rai. Der Nordosten des Kreises grenzt die Provinz Sainyabuli von Laos.

## Geschichte
Phu Sang wurde am 26. Juni 1996 zunächst als „Zweigkreis“ (King Amphoe) eingerichtet. Er bestand zunächst aus fünf Tambon, die vorher zum Amphoe Chiang Kham gehörten.
Am 15. Mai 2007 hatte die thailändische Regierung beschlossen, alle 81 King Amphoe in den einfachen Amphoe-Status zu erheben, um die Verwaltung zu vereinheitlichen.
Mit der Veröffentlichung in der Royal Gazette „Issue 124 chapter 46“ vom 24. August 2007 trat dieser Beschluss offiziell in Kraft.

## Verwaltung

### Provinzverwaltung
Der Landkreis Phu Sang ist in fünf Tambon („Unterbezirke“ oder „Gemeinden“) eingeteilt, die sich weiter in 59 Muban („Dörfer“) unterteilen.
| Nr. | Name         | Thai    | Muban | Einw. |
| --- | ------------ | ------- | ----- | ----- |
| 01. | Phu Sang     | ภูซาง    | 13    | 6.384 |
| 02. | Pa Sak       | ป่าสัก    | 10    | 4.207 |
| 03. | Thung Kluai  | ทุ่งกล้วย  | 12    | 7.970 |
| 04. | Chiang Raeng | เชียงแรง | 12    | 5.866 |
| 05. | Sop Bong     | สบบง    | 12    | 7.515 |

### Lokalverwaltung
Es gibt eine Kommune mit „Kleinstadt“-Status (Thesaban Tambon) im Landkreis:
- Sop Bong (Thai: เทศบาลตำบลสบบง) bestehend aus dem kompletten Tambon Sop Bong.

Außerdem gibt es vier „Tambon-Verwaltungsorganisationen“ (องค์การบริหารส่วนตำบล – Tambon Administrative Organizations, TAO)
- Phu Sang (Thai: องค์การบริหารส่วนตำบลภูซาง) bestehend aus dem kompletten Tambon Phu Sang.
- Pa Sak (Thai: องค์การบริหารส่วนตำบลป่าสัก) bestehend aus dem kompletten Tambon Pa Sak.
- Thung Kluai (Thai: องค์การบริหารส่วนตำบลทุ่งกล้วย) bestehend aus dem kompletten Tambon Thung Kluai.
- Chiang Raeng (Thai: องค์การบริหารส่วนตำบลเชียงแรง) bestehend aus dem kompletten Tambon Chiang Raeng.